# ¡Copiad, malditos!
¡Copiad, malditos! Derechos de autor en la era digital es un documental español estrenado en mayo de 2011 y dirigido por Stéphane M. Grueso. El proyecto estudia las alternativas de producción audiovisual bajo licencias libres en España. 

## Origen
Surge como respuesta los cambios drásticos en las políticas de protección de propiedad intelectual acontecidos en España y otros países del mundo, endurecidas debido al auge de la compartición de datos en la era digital, el P2P e Internet de banda ancha. Este endurecimiento de las leyes generó la reafirmación de los derechos públicos en torno a la cultura y el conocimiento y el surgimiento de comunidades bien establecidas y asesoradas legalmente, que crean materiales multimediales libres del tradicional copyright o derechos de autor y licencias y documentos que avalen la compartición de los materiales.
¡Copiad, Malditos! es un ejercicio en que muestra de forma autorreflexiva la aplicación de las leyes y el uso de licencias para desarrollar materiales multimediales libres. El documental y todos sus materiales adicionales se han editado con una licencia Creative Commons BY/NC 3.0 Unported, siendo esta la primera vez en España que un canal de televisión (en concreto RTVE) coproduce un contenido con una licencia abierta Creative Commons. 
Para explicar los vericuetos que debe pasar una producción audiovisual para poderse descargar libremente de la página web de RTVE, el director del documental, Stéphane M. Grueso, va explicando con un diagrama el laberinto de los derechos implicados en la obra. El diagrama se lo realiza el abogado que asesoró el documental, Javier de la Cueva, experto en conocimiento libre.

## Materiales publicados[1]
¡COPIAD, MALDITOS! – DVD1 (3.6 GB)
- Documental "¡COPIAD, MALDITOS!"
- Trailer

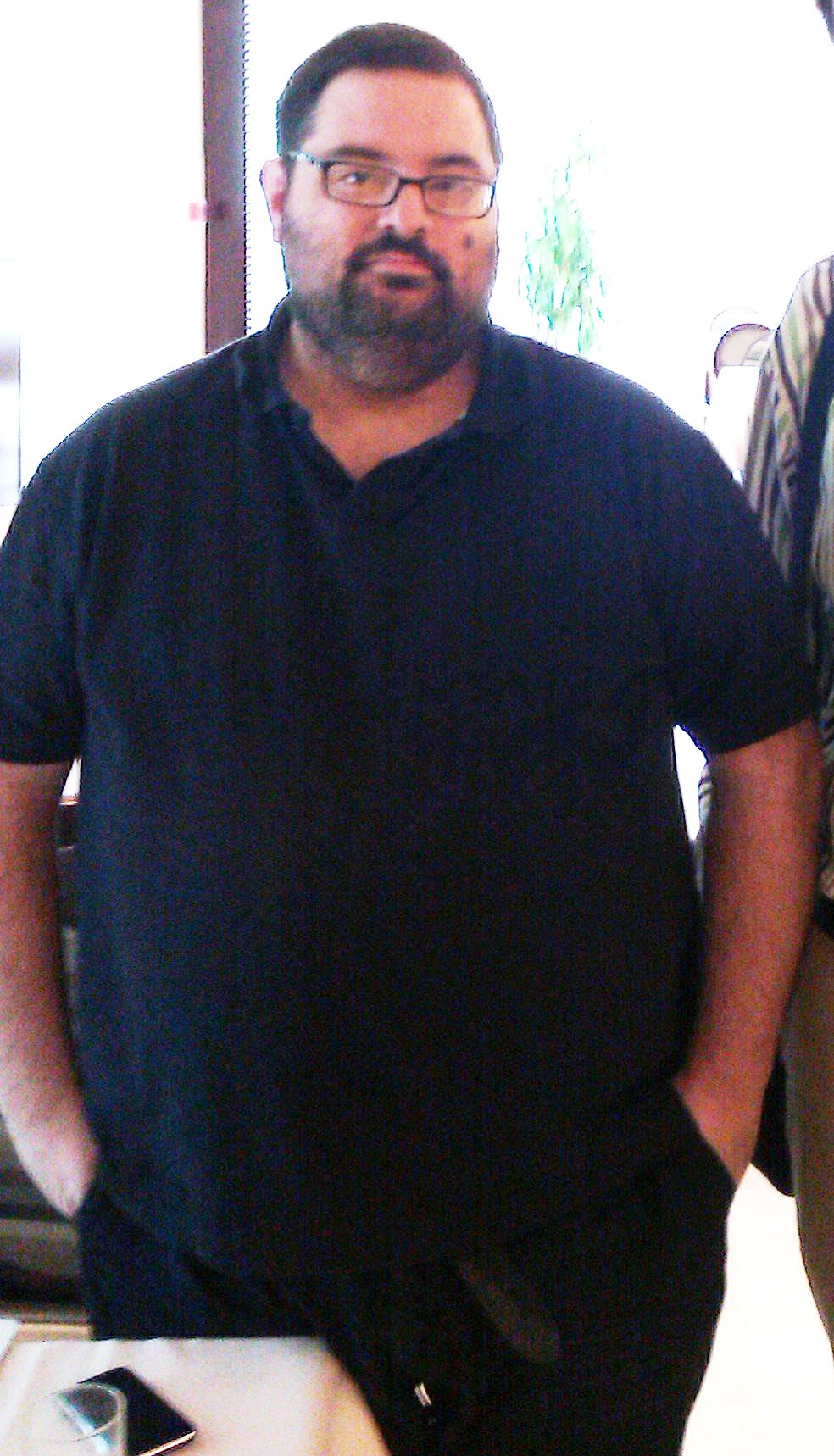
Stéphane M. Gruesso

- Killed Darlings – Escenas que no se incluyeron en el montaje final y que fueron rescatadas por el Director
- Clips “¿Qué significa para ti la palabra 'COPIAR'?”
- Fotos/Frames del documental
- AudioClips – Música original compuesta para el documental.

ENTREVISTAS – DVD2 (3.9 GB)
- José Manuel Tourné, director general de la FAP – vídeo de la entrevista (42 min)
- Richard Stallman, programador, Free Software Foundation – vídeo de la entrevista (22 min)
- Lorenzo Silva, escritor – vídeo de la entrevista (46 min)
- Simona Levi, eXgae – vídeo de la entrevista (38 min)
- Blas Garzón, librería asociativa, editorial y distribuidora Traficantes de Sueños – vídeo de la entrevista (31 min)
- Julián Ríos, Profesor de Derecho Penal – vídeo de la entrevista (22 min)
- Simone Bosé, Presidente EMI Music Iberia – vídeo de la entrevista (40 min)
- Lutz Emmerich, Country Manager, Spotify Spain – vídeo de la entrevista (19 min)
- Antonio Guisasola, Presidente PROMUSICAE – vídeo de la entrevista (26 min)
- Mario López, hostelero, ADEMYC Montijo – vídeo de la entrevista (29 min)
- Javier de la Cueva, abogado – vídeo de la entrevista (1 h 19 min)
- Magdalena Vinent, directora general de CEDRO  – vídeo de la entrevista (33 min)
- Fernando Évole, Consejero Delegado de Yelmo Cineplex – vídeo de la entrevista (26 min)
- José Pérez de Lama, Profesor de Arquitectura. – Director Adj. del CID – vídeo de la entrevista (37 min)
- David Bravo, abogado – vídeo de la entrevista (1h 17min)

ENTREVISTAS – DVD3 (3.8 GB)
- Mario Pena, Director de negocios y comunidad de SAFE CREATIVE – vídeo de la entrevista (55 min)
- Pilar Reyes, Directora Editorial de Alfaguara – vídeo de la entrevista (44 min)
- Txema Arnedo, Dtor. Desarrollo Prop. Intelectual, MICROSOFT Ibérica – vídeo de la entrevista (27 min)
- Nicolás Alcalá, Director del largometraje ‘El Cosmonauta’ – vídeo de la entrevista (22 min)
- Ignacio Escolar, periodista y escritor – vídeo de la entrevista (26 min)
- Elena Cabrera, autoreverse netlabel – vídeo de la entrevista (50 min)
- David García Aristegui, COMUNES, Radio Círculo FM – vídeo de la entrevista (32 min)
- Alfonso Arias, ‘Paputxi’, Compositor de la música original de ¡Copiad, malditos! – vídeo de la entrevista (26 min)
- Fernando González, Adjunto a Dirección, EGEDA – vídeo de la entrevista (1h 21min)
- José Antonio Millán, escritor, editor y lingüista – vídeo de la entrevista (36 min)
- Ignasi Labastida, profesor, Univ. Barcelona. Creative Commons España -vídeo de la entrevista (33 min)
- Enrique Loras, director general SGAE – vídeo de la entrevista (44 min)